# Polevik

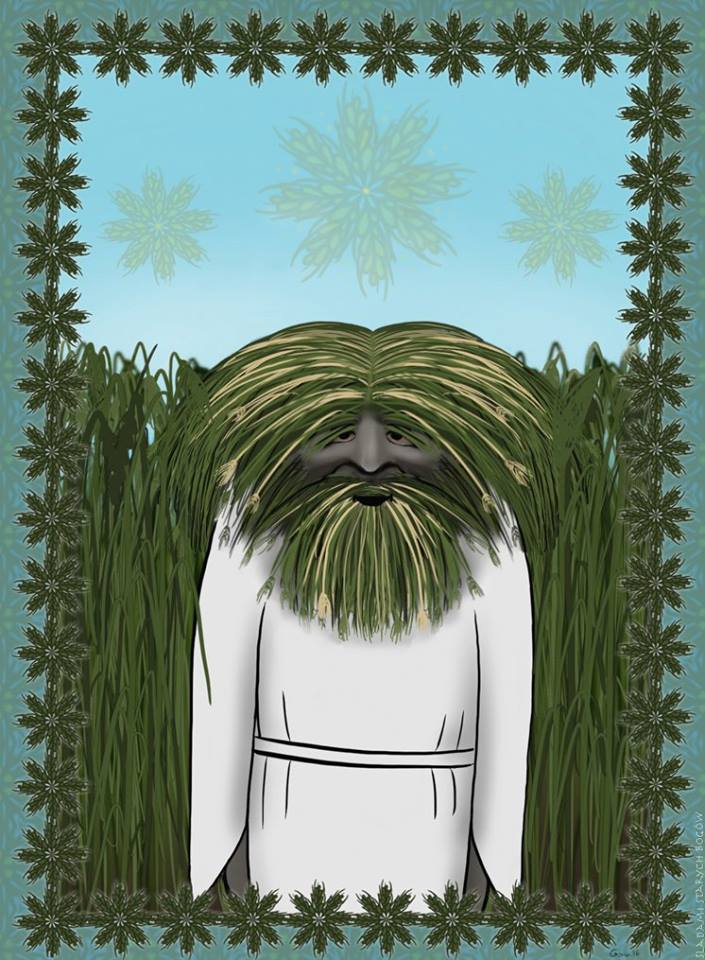
Polevik

O Polevik ou Polevoi é o espírito russo de campos, planícies e meio-dia. Sua aparência varia consideravelmente. No distrito de Belozersk e nas regiões florestais do norte, ele é um homem vestido de branco. Na província de Laroslavl, ele é um velhinho feio. Na província de Orel, ele é negro como a terra, a cabeça coberta de grama verde e não usa roupas. Na província de Tula, ele parece um Leshy de pêlo desgrenhado. Às vezes, seus olhos são de cores diferentes. Sua pele e cabelos refletem o solo e a vegetação dos campos, e sua altura cresce e diminui com as plantações.
Ao contrário de outros espíritos, o polevik pode ser benevolente ou maligno. Um polevik é visto principalmente ao meio-dia. Ele gosta de desviar os camponeses, perdendo-os em infinitos talos dourados de grãos amarelos. Ele desaprova a preguiça e estrangula os bêbados que dormem nos campos. Poleviks são capazes de ver o futuro, e na província de Laroslavl, sua aparência é um presságio. Os Poleviks também são cavaleiros talentosos e montam cavalos pelos campos a uma velocidade vertiginosa, atropelando qualquer pessoa em seu caminho. As crianças Polevik correm pelos campos pegando pássaros para os pais comerem. Abafarão qualquer um que dorme nas bordas do campo. Embora os poleviks possam ser destrutivos, um polevik feliz ajudará na colheita e as colheitas sempre terão sucesso sob o patrocínio de um polevik. Para ganhar a boa vontade de um polevik, é preciso deixar uma oferta de dois ovos e um galo velho que não pode mais cantar, em uma vala quando ninguém está por perto. As observâncias tradicionais também devem ser seguidas e ninguém deve trabalhar ao meio-dia.
Com o advento do cristianismo, os poleviks se tornaram meros truques, monstros usados para assustar crianças fora dos campos de milho.